# Pterocryptis verecunda
Pterocryptis verecunda és una espècie de peix de la família dels silúrids i de l'ordre dels siluriformes.

## Morfologia
Els mascles poden assolir els 13,2 cm de llargària total.

## Distribució geogràfica
Es troba al nord-est del Vietnam.